# Cenoloba taprobana
Cenoloba taprobana är en fjärilsart som beskrevs av George Francis Hampson 1912. Cenoloba taprobana ingår i släktet Cenoloba och familjen Tineodidae. Inga underarter finns listade i Catalogue of Life.